# Dana Poláková
Dana Poláková (* 13. června 1973, Chomutov) je česká herečka a zpěvačka. Absolvovala hereckou konzervatoř v Brně načež se stala členkou souboru HaDivadla. Od roku 2002 působila v Divadle Komedie až do jeho zrušení v roce 2012. Nyní je součástí spolku 2012 ve kterém s Gabrielou Míčovou, Monikou A. Fingerovou, Lucií Roznětínskou vytvořila představení Neubližujme si, jejímž cílem je prevence šikany na základních školách.